# 袁静 (作家)
袁静（1914年—1999年），原名袁行规、袁行庄，女，江苏武进人，生于北京，中国作家，曾任天津市文联副主席，中国作家协会天津分会副主席。

## 家庭
父亲袁励衡，长姐袁行洁，家族其他成员见袁曉園#家族。
丈夫娄凝先，曾任天津市人民委员会副市长。